# مايك ديفيس (سياسي)
مايك ديفيس (بالإنجليزية: Mike Davis)‏ هو سياسي أمريكي، ولد في 1957 في الولايات المتحدة. حزبياً، نشط في حزب كاليفورنيا الديمقراطي ‏. وقد انتخب عضو جمعية ولاية كاليفورنيا (4 ديسمبر 2006 – 30 نوفمبر 2012).